# L'Esquirol
L'Esquirol, antigamente chamado Santa Maria de Corcó, é um município da Espanha na comarca de Osona, província de Barcelona, comunidade autónoma da Catalunha. Tem 61,8 km² de área e em 2021 tinha 2 198 habitantes (densidade: 35,6 hab./km²).

## Demografia
| Variação demográfica do município entre 1991 e 2004[carece de fontes?] | Variação demográfica do município entre 1991 e 2004[carece de fontes?] | Variação demográfica do município entre 1991 e 2004[carece de fontes?] | Variação demográfica do município entre 1991 e 2004[carece de fontes?] |
| ---------------------------------------------------------------------- | ---------------------------------------------------------------------- | ---------------------------------------------------------------------- | ---------------------------------------------------------------------- |
| 1991                                                                   | 1996                                                                   | 2001                                                                   | 2004                                                                   |
| 1997                                                                   | 2038                                                                   | 2165                                                                   | 2199                                                                   |